# Anarchisme et franc-maçonnerie

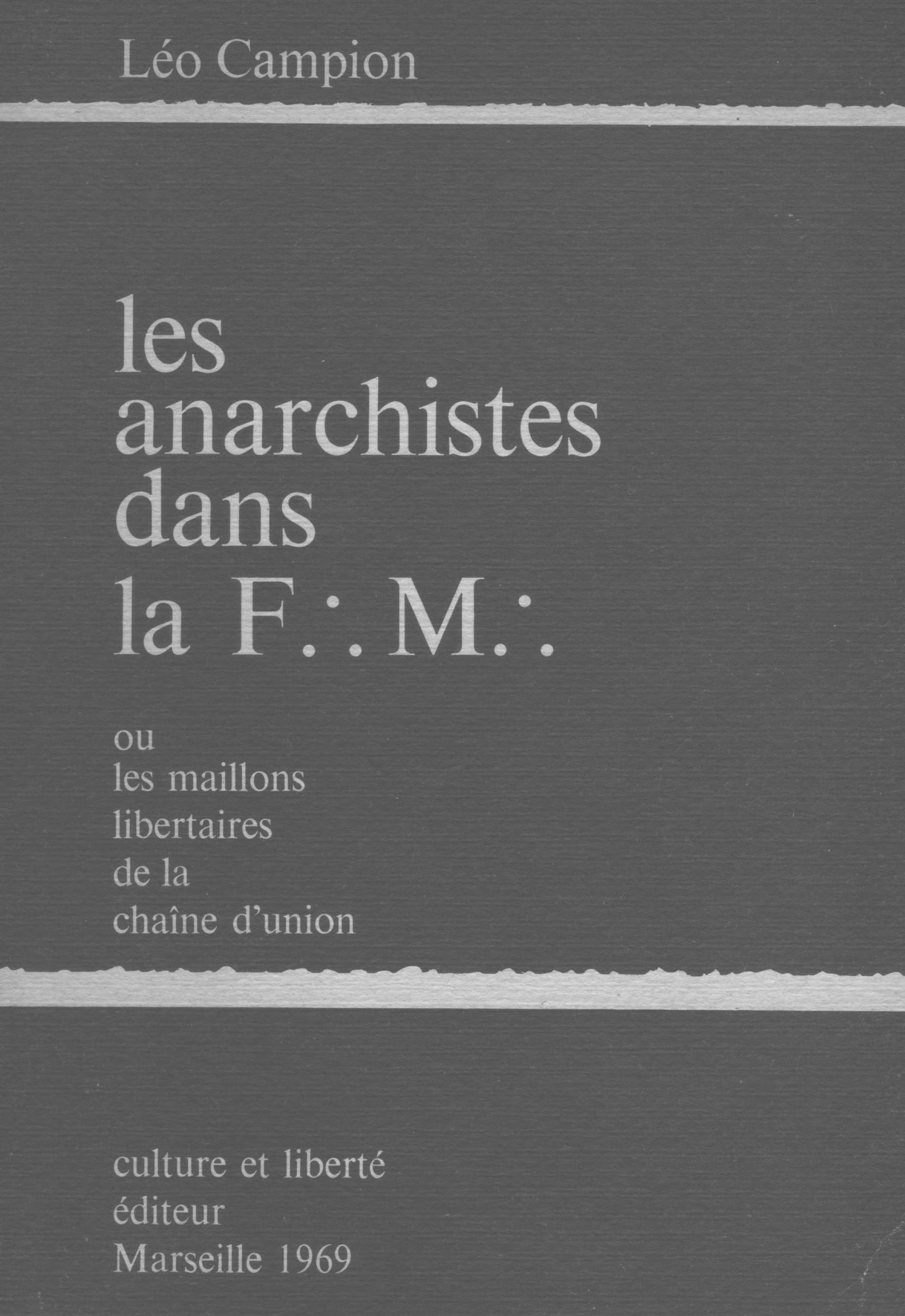
Léo Campion, Les Anarchistes dans la franc-maçonnerie ou les Maillons libertaires de la chaîne d'union, 1969.

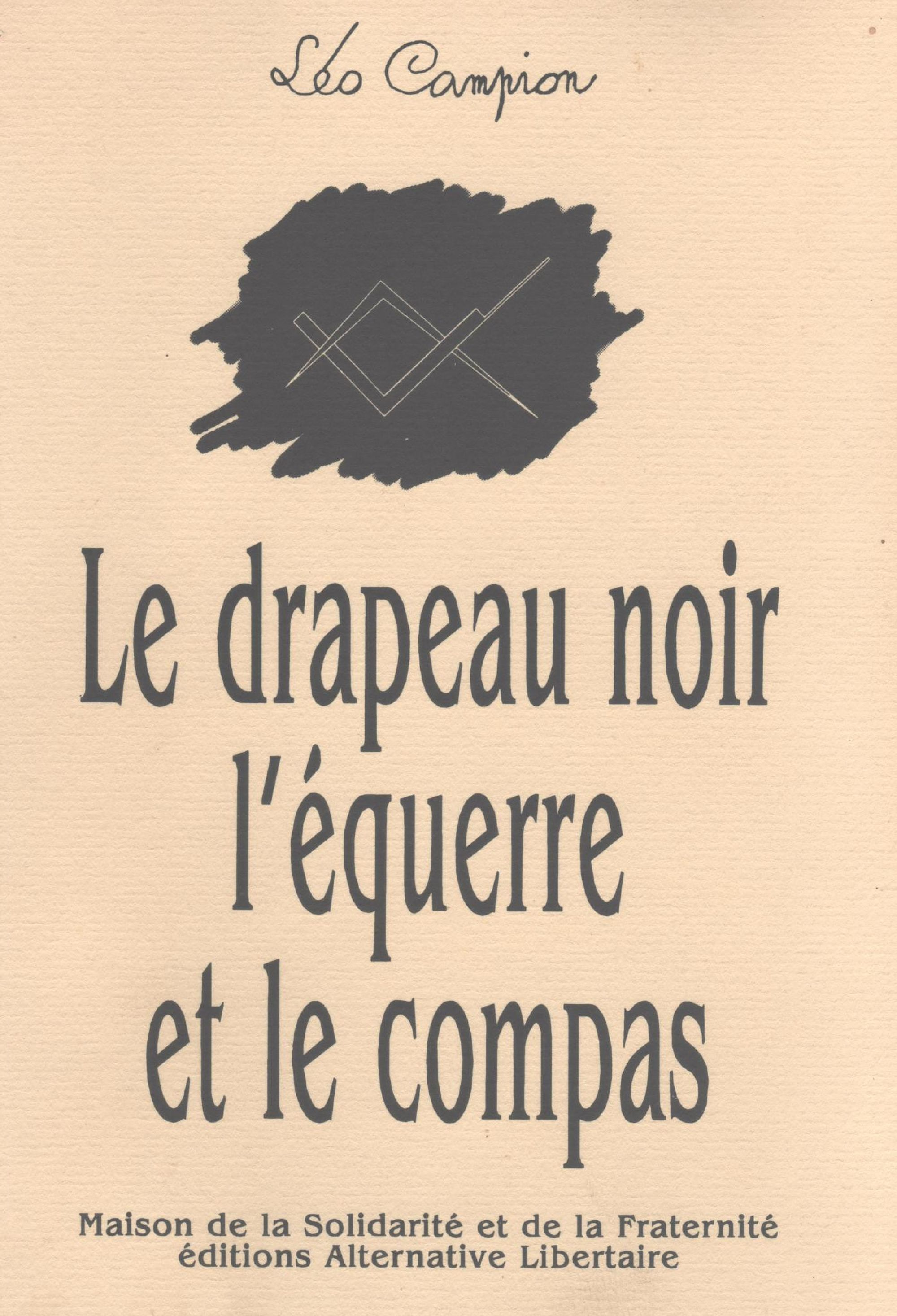
Léo Campion, Le Drapeau noir, l'Équerre et le Compas, 1996.

L'anarchisme et la franc-maçonnerie libérale, sans avoir une histoire commune, ont généré de nombreux débats au sein du mouvement libertaire, notamment du fait de l'adhésion à des obédiences maçonniques, en France ou en Europe, de figures notables.
Si les obédiences libérales ouvrent largement leurs temples aux libertaires, une fraction significative des anarchistes s'oppose au caractère inter-classiste de celle-ci. La compatibilité entre les deux identités est régulièrement mise en débat. Ainsi, quand la revue Noir et rouge affirme, en 1957, que « l'anarchisme n'a rien à voir avec la franc-maçonnerie » et invite à la combattre, Léo Campion lui répond indirectement, en 1969, en affirmant que « si les Maçons anarchistes sont une infime minorité, la vocation libertaire de la Maçonnerie est indéniable ».
S'il y a bien des « anarchistes francs-maçons » et des « francs-maçons libertaires », la démarche relève de choix individuels et l'influence de l'un sur l'autre des deux engagements apparait comme marginale.

## Convergences et divergences
« L'anarchie est le plus haut degré de liberté et d'ordre auquel l'humanité puisse parvenir. » Pierre-Joseph Proudhon
« L'anarchie est la plus haute expression de l'ordre. » Élisée Reclus
Les points de convergence ou de divergence entre anarchisme et franc-maçonnerie sont développés dans l'Encyclopédie anarchiste dès 1925. Dans son article dédié, si elle reconnait un caractère révolutionnaire incontestable à la franc-maçonnerie, elle tempère son analyse en affirmant que sa pratique reste plutôt conservatrice. L'article met en exergue son nationalisme excessif avant la Première Guerre mondiale et la déception que cette détermination a engendrée. Qualifiée d'« association libérale » ayant perdu son caractère social, elle attire dans ses rangs de nombreux affairistes ou politiciens. L'article concède toutefois que malgré ses déviances, elle continue un travail utile d'éducation, dans un système de loge où la liberté de parole et la tolérance sont des faits rares pour l’époque. L'article se termine en confirmant que certains anarchistes adhérèrent à la franc-maçonnerie jusqu'en 1914, « mais qu'il n’y en a plus guère aujourd’hui ».
Que ce soit en France ou dans d'autres pays européens, l’antagonisme des deux engagements est remis en cause.
En France en 1973, l'historien de l'anarchisme Jean Maitron évoque le thème « Anarchisme - Franc-maçonnerie » en précisant que si « les liens sont parfois étroits, le premier trait d'union pose un problème pour certaines formations libertaires ou qui se réclament du mouvement [pour d'autres] être maçon et anarchiste, cela se complète ».
En 2015, pour Luc Nefontaine, spécialiste de la franc-maçonnerie, si l'on peut être anarchiste et franc-maçon, c’est que les libertaires, hostiles à toute autorité, ne représentent pas un danger réel pour l’institution maçonnique et pour ceux de ses membres appartenant à la classe politique. L’anarchisme, traversé par l’individualisme ne s’institutionnalise qu’au prix d’un renoncement à ce qui le fonde,.

## Éléments historiques

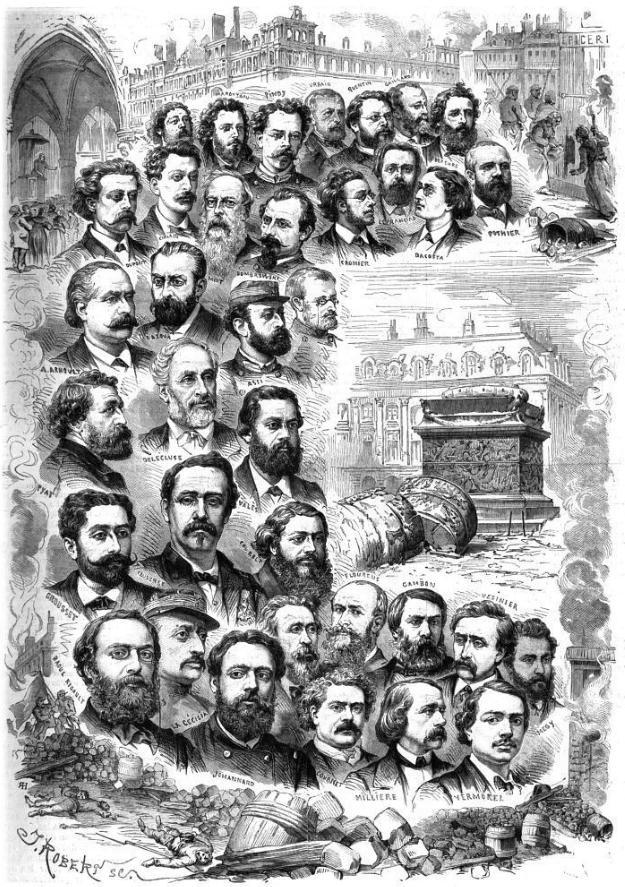
Les hommes de la Commune.

Bien que Léo Campion, dans son ouvrage Le Drapeau noir, l'Équerre et le Compas y associe ce qu'il appelle des « précurseurs de l'anarchisme », celui-ci n'apparait, en tant que mouvement social, qu'à la fin du XIXe siècle.
L'Association internationale des travailleurs (1864-1877) est divisée en plusieurs tendances, dont l'opposition entre marxistes et antiautoritaires est la plus notoire. Seule la franc-maçonnerie semble officier comme trait d'union entre ses diverses composantes, car nombre d'« internationalistes » sont également maçons.
Pendant la Commune de Paris, vingt des soixante élus du Conseil de la Commune sont des francs-maçons, dont Jules Vallès et Élisée Reclus.
Pour l'historien Denis Lefebvre, « Beaucoup de socialistes et d’anarchistes du XIXe siècle ont été francs-maçons. […] Mais il s’agit surtout d’engagements individuels. La Commune de Paris de 1871 marque une rupture : au moins jusqu’au retour d’exil ou de prison des anciens communards, au milieu des années 1880, les socialistes se tiennent à l’écart des loges ».
En France, au début du XXe siècle, la question fait débat. Une suite d’articles du Libertaire développe l’idée qu’on ne peut être franc-maçon et en même temps anarchiste, car les effectifs des loges sont en majeure partie composés de bourgeois, juges, policiers, députés, sénateurs et ministres, tous ardents défenseurs des structures de l'État.
En 1908, le syndicaliste révolutionnaire Benoît Broutchoux dénonce la volonté des francs-maçons d'accaparer le mouvement syndical en s'emparant de la Confédération générale du travail et Charles Delzant écrit « La Franc-Maçonnerie influence de façon néfaste tous les mouvements syndicalistes du Nord, où elle pèse sur le Parti socialiste et sur les syndicats. »,
Au congrès anarchiste de 1913, l’attitude à tenir vis-à-vis de la maçonnerie figure à l’ordre du jour. Il faut toute l’éloquence de Sébastien Faure en faveur de la franc-maçonnerie pour que les congressistes décident de ne rien décider.

### En Espagne

Le symbole de la Fédération des travailleurs de la région espagnole de l'Association internationale des travailleurs.

En Espagne, des anarcho-syndicalistes catalans de la Fédération des Travailleurs de la région espagnole entrent dans les sociétés maçonniques à la fin du XIXe siècle, dont Anselmo Lorenzo qui, à partir de 1883, a une activité intense dans la loge barcelonaise Les fils du travail (Hijos del Trabajo),.
En janvier 1933 la Fédération anarchiste ibérique décrète pour sa part l'incompatibilité entre militer dans ses rangs et appartenir à la franc-maçonnerie.
En mai 1936, lors de son congrès historique de Saragosse où la Confédération nationale du travail (CNT) adopte son projet de communisme libertaire, le « cas » de la franc-maçonnerie est posé, il est décidé d'« une simple recommandation pour que les francs-maçons n’aient pas de poste de responsabilité » dans le syndicat.

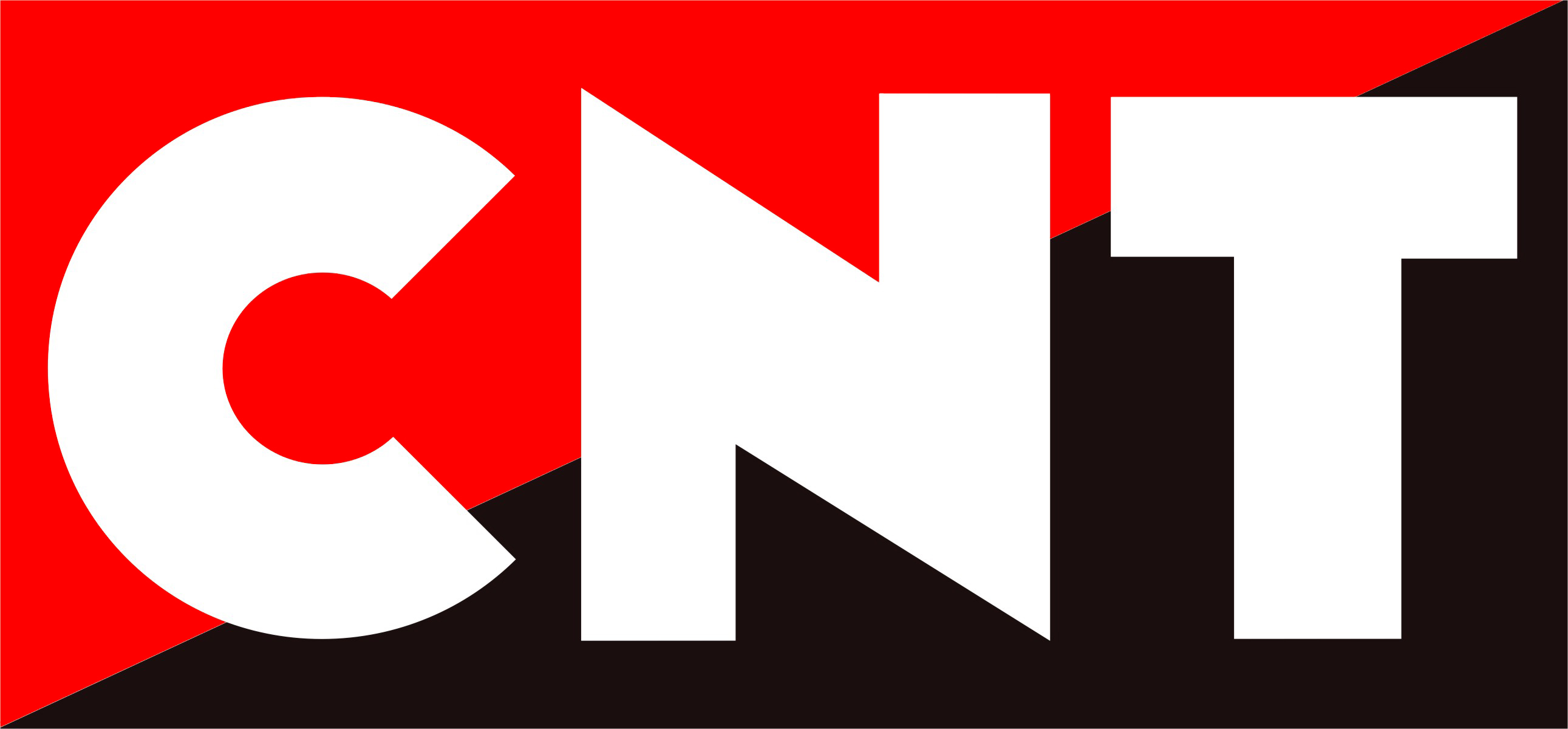
Les couleurs de la Confédération nationale du travail (Espagne).

Le 23 août 1936, dans La Revista Blanca, mensuel publié par Federica Montseny et Federico Urales (qui fut franc-maçon), on peut lire : « Quelle différence y a-t-il entre un bon franc-maçon et un bon anarchiste ? » Et la réponse indique que s’il existe des rapports, le franc-maçon demeure sous l’emprise de « certains préjugés et atavismes dont quelques-uns de type autoritaire, de soumission et de reconnaissance des hiérarchies, qui rendent impossible une similitude dans le domaine spirituel et celui de la conduite ».
Horacio Prieto, affirme lui, en ciblant des militants de premier plan de la CNT : « qui se dit anarchiste et se fait franc-maçon sera peut-être un bon franc-maçon mais toujours un pseudo anarchiste ».
Pour l'historien Frank Mintz, en 1984, il devait y avoir peu de francs-maçons dans la CNT et elle n’a eu aucune influence importante sur le développement de la confédération, dont les contradictions internes suffisent amplement à expliquer l’évolution.

### Les années 1920-40

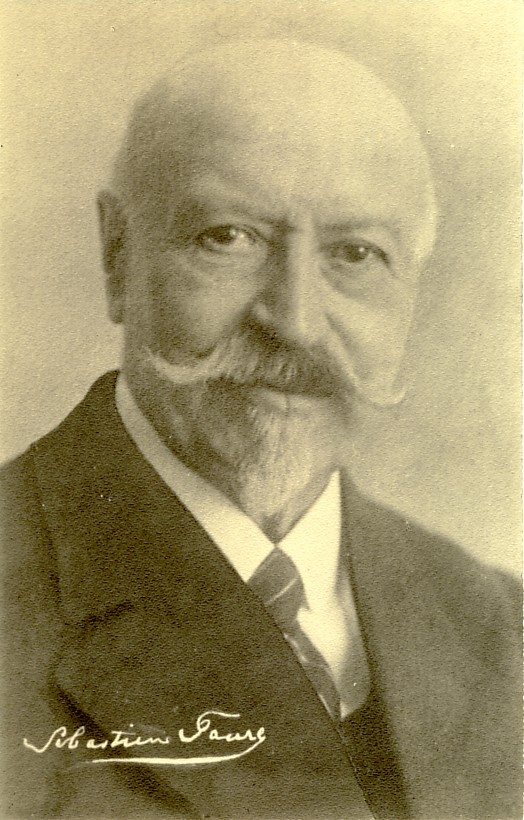
Sébastien Faure.

Animée notamment par Sébastien Faure puis André Colomer de 1922 à 1925, La Revue anarchiste est éditée par l’Union anarchiste.
Dans le numéro 4 (avril 1922), la revue publie une lettre d'Édouard Lapeyre, ancien maçon, qui affirmant que « La Franc-Maçonnerie est un vieil instrument de progrès, complètement usé », propose un vaste plan de rénovation de l'association, notamment en élargissant la notion de solidarité. Dans le numéro suivant daté de mai 1922, il poursuit en soumettant un projet de « Loge Libre d’action extérieure » qu'il nomme : « Les Égaux ». Leur vocation étant l'extériorisation et l’échange des idées ainsi que leur diffusion dans le public.
Animée par Fernand Fortinde de 1929 à 1936, le numéro 8/11 daté de juillet-octobre 1930, publie un article de Pierre Roggers, « Le Rôle de la Franc-Maçonnerie », dans lequel, à propos d'une brochure de René Valfort, « L'Objection de conscience et l'Esprit maçonnique », il déplore l'appartenance d'anarchistes à la franc-maçonnerie. Dans un texte sans complaisance, il s'adonne à une critique virulente de la franc-maçonnerie et met en exergue des points de désaccord irrémédiable qui selon lui « anéantisse[nt] à jamais, tout espoir de rapprochement » entre les deux.
Dans le numéro 12 (novembre-décembre 1930), sous le titre « Plaidoyer pour la Franc-Maçonnerie », Marius Lepage, anarchiste et maçon, répond à Pierre Roggers. Il expose ouvertement son appartenance maçonnique et sa fierté d'appartenir à la franc-maçonnerie, il cite un extrait des paroles du serment maçonnique qui l'engage envers sa famille, les faibles et l'humanité, et doute que tout anarchiste ne puisse les faire siennes.
Dans le numéro 13/15 (janvier-mars 1931), la revue propose une enquête ouverte à ses lecteurs avec ces deux questions : « Pensez-vous que la qualité d'anarchiste soit compatible avec celle de franc-maçon, et pourquoi ? » et « En motivant votre réponse, voulez-vous indiquer si vous croyez que l'idéal maçonnique puisse avoir une heureuse influence au point de vue individuel et au point de vue social ? ».
Les réponses à cette enquête sont publiées dans le numéro de juillet 1931. Elles émanent notamment de Voline et de René Valfort qui met l'accent sur les principes fondamentaux de la franc-maçonnerie (tolérance, fraternité, liberté de pensée, respect de la personne humaine) et considère que la forme d'éducation qu'elle pratique est un progrès utile à l'Humanité. Incitant les anarchistes à ne pas douter de l'utilité de la franc-maçonnerie « vu l’importance qu’ils attachent à l’éducation ».

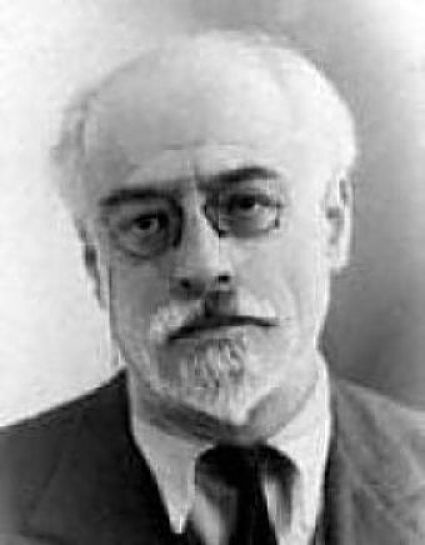
Voline en 1927.

Voline, militant libertaire ukrainien d'origine juive et théoricien de la synthèse anarchiste, initié en franc-maçonnerie à la loge Clarté du Grand Orient de France à Paris le 27 janvier 1930, affirme catégoriquement que ses qualités d’anarchiste et de franc-maçon sont parfaitement compatibles. En détaillant les nombreux points de convergence, notamment dans la construction, la confrontation des convictions et l’élaboration d'idées ou de solutions. Elle permet aussi selon lui, de faire connaitre la véritable nature des idées anarchistes dans un milieu où l'éducation joue un rôle majeur. Il estime enfin que tout anarchiste soucieux de progresser lui-même et d'aider les autres dans leur éducation gagnerait à faire partie de cette association.
Sous le titre Dédié aux aveugles, la rédaction, tout en laissant le bénéfice du doute à la franc-maçonnerie et aux francs-maçons « sincères » et en reconnaissant n'avoir jamais fréquenté de loge maçonnique, appuyant sa réflexion sur des constats extérieurs, livre en conclusion un commentaire négatif, estimant son orientation réactionnaire, empreinte de courants politiques étatistes et doutant de son évolution future.

### Les années 1950-70
En 1957, la revue communiste libertaire Noir et Rouge consacre un numéro entier à répondre à la question Franc-maçonnerie ou anarchie ?.
Dans un article titré Franc-Maçonnerie et mouvement libertaire, Guy Bourgeois répond à la question par ces mots : « N’en déplaise à certains, l’anarchisme n’a rien à voir avec la franc-maçonnerie, mieux nous combattons celle-ci pour son travail de sape de l’anarchisme et de ses organisations ce qui se traduit par l’entrée de discours et pratiques réformismes au sein de celles-ci. »,.
Même si la revue reconnaît que c’est dans les loges que sont élaborés les grands bouleversements sociaux de la fin du XIXe siècle en Italie et en Espagne (citant notamment Élisée Reclus et Francisco Ferrer), l'ensemble du dossier apparaît comme instruit à charge : l'apport idéologique de la maçonnerie serait étranger à l’anarchisme, en niant la lutte de classe cette influence condamne l'anarchisme à « un vague radicalisme petit-bourgeois »
La critique de la franc-maçonnerie formulée par la revue est aussi une critique indirecte de la Fédération anarchiste qui compte quelques francs-maçons en son sein. Pour autant, cela n'empêche pas Le Libertaire de dénoncer régulièrement la franc-maçonnerie comme « l'un des piliers de l'État bourgeois et de ses privilégiés » et Maurice Joyeux, le « reconstructeur » de cette organisation après guerre, de préciser qu'il n'a jamais appartenu à une loge : « Ma femme, Suzy Chevet, faisait partie d'une loge féminine. Mes parents adhéraient à la franc-maçonnerie, mais moi je m'y suis toujours refusé. Je n'accepte pas les déguisements, les attributs. Je prends la parole quand je le veux, je ne la demande pas ».

### Les années 1980-2000
En 1994, le franc-maçon libertaire Michel Noirret se demande : « Que fait la Franc-maçonnerie, qui se réclame de l’humanisme, pour changer ce monde ? Rien. Ce n’est pas son rôle de changer le monde, la société ici et maintenant. C’est le rôle des citoyens eux-mêmes, francs-maçons ou non. Autrement, il faudrait que la franc-maçonnerie devienne un parti politique et soit soumise, naturellement, à la sanction politique »,.

## Anarchiste et franc-maçon

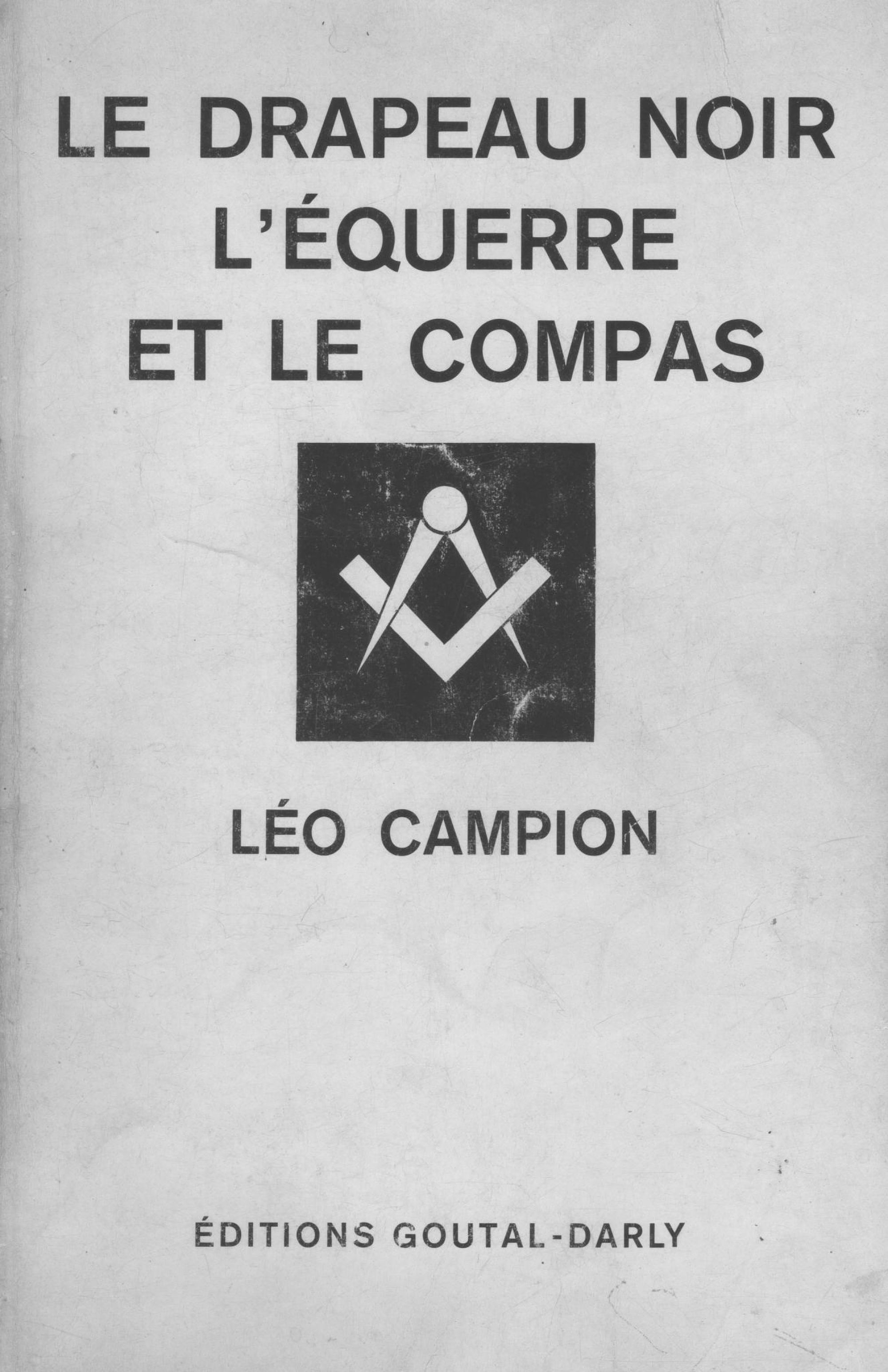
Léo Campion, Le drapeau noir, l'équerre et le compas, 1978.

### Léo Campion: la vocation libertaire de la maçonnerie
Dans son ouvrage, Le Drapeau noir, l'Équerre et le Compas édité en 1969, Léo Campion évoque des précurseurs de l'anarchisme et des grandes figures du mouvement qui furent également francs-maçons, il expose ce qu'il nomme « la vocation libertaire de la Maçonnerie ».
Il y dénonce également un double « cléricalisme » renvoyant dos à dos ceux qu'il qualifie d'« anarchistes sectaires » qui rejettent la franc-maçonnerie au nom d'un « pseudo-dogme de l’Anarchie » et ceux qu'il dénomme les « maçons sous-évolués » qui excommunient l'anarchie pour un dogme maçonnique imaginaire. Il juge ces deux attitudes totalement contraires aux philosophies profondes des deux courants, l'anarchie et la franc-maçonnerie adogmatique partageant la même essence selon lui, la Liberté, le sens de la Fraternité et tendant vers un même idéal, l'émancipation de l'Homme. L'anarchie et la franc-maçonnerie se rejoignant dans un humanisme commun.
Quatre ans après sa mort, une loge maçonnique du Grand Orient de France est fondée le 8 juin 1996, sous le nom de « Léo Campion », pour « vivre de manière libertaire leur franc-maçonnerie ».

### Mikhaïl Bakounine: entre adhésion et instrumentalisation

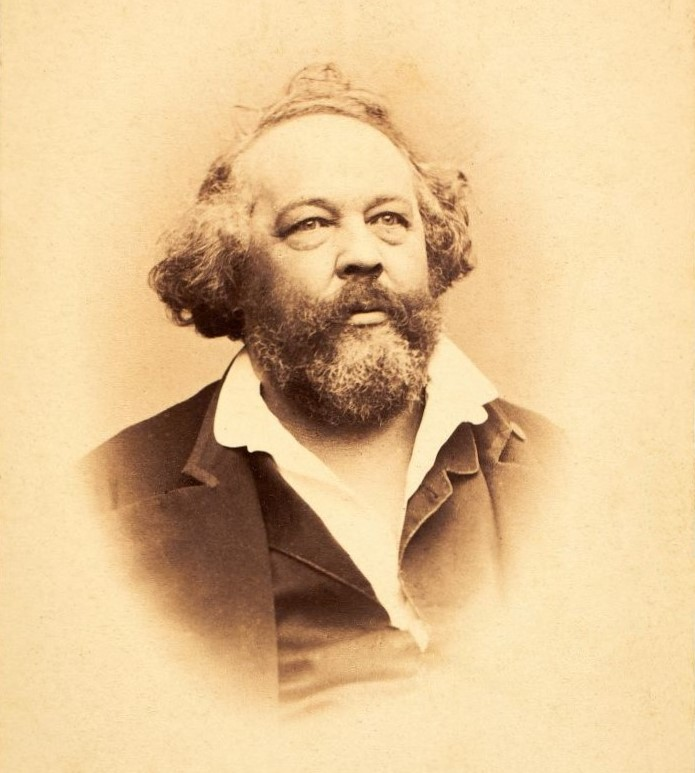
Mikhaïl Bakounine, probablement en Italie dans les années 1860.

Élevé par un père franc-maçon marqué par le libéralisme, Mikhaïl Bakounine aurait été initié en 1845. Il aurait alors fréquenté des loges allemandes jusqu'en 1848 (la franc-maçonnerie est interdite en Russie depuis 1825). On sait qu'en 1865, il est membre du Grand Orient de la Maçonnerie Italienne.
Selon l'historien Max Nettlau, Bakounine est, au cours de son séjour en Italie, dans les années 1864-65, en relation avec des francs-maçons influents. Il pense alors que la franc-maçonnerie peut être réformée au service de la révolution sociale. C'est dans cet esprit qu'il rédige un « Catéchisme de la Franc-maçonnerie Moderne » qui commence par ces mots : « Pour devenir un corps vivant et utile, la Franc-maçonnerie doit reprendre sérieusement le service de l’Humanité »,. Il donne, dans les loges italiennes, de nombreuses conférences où il expose ses idées.
Bakounine a pour projet la création d’une organisation qui jouerait pour la classe ouvrière, le rôle que la franc-maçonnerie a joué pour la Révolution bourgeoise. Il pense alors que la franc-maçonnerie « existante » peut être transformée à cette fin. En 1867, délégué de la Fraternité internationale au congrès de la Ligue de la paix et de la liberté, il défend un programme communiste antiautoritaire mais est mis en minorité. En juillet 1868, il adhère à l'Association internationale des travailleurs (AIT). C'est après le second congrès de la Ligue de la paix, à Berne, en septembre 1868 qu'il abandonne définitivement l'idée d'entrisme dans une société « bourgeoise » et le projet de rallier la bourgeoisie libérale, radicale et progressiste au socialisme révolutionnaire libertaire,.
Le 23 février, réfugié en Suisse, il rédige une adresse « Aux compagnons de l'AIT » publiée dans le journal « Le Progrès » du Locle le 1er mars où tout à la fois, il remercie les loges de Genève, du Locle et de La Chaux-de-Fonds pour l'accueil qui lui est fait. Il poursuit par un historique sur une époque où il considère la franc-maçonnerie comme universelle et formidable, puis s'adonne à une virulente critique de son évolution, accusant la révolution bourgeoise d'avoir anéanti son objet et l'estimant désormais asservie à l’État, conservatrice et réactionnaire,,.

### Quelques anarchistes francs-maçons et/ou francs-maçons libertaires

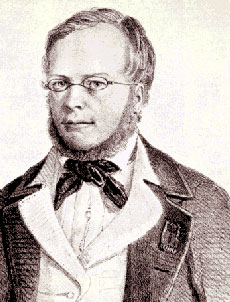
Pierre-Joseph Proudhon probablement en 1848.

- Pierre-Joseph Proudhon : un apprenti absent quatorze ans. Penseur du socialisme libertaire, partisan du mutuellisme et du fédéralisme, Pierre-Joseph Proudhon est initié le 8 janvier 1847 à la loge Sincérité, Parfaite Union et Constante Amitié du Grand Orient de France à Besançon[38]. Lorsque les questions rituelles lui sont posées, il répond : « Que doit l'homme à ses semblables ? Justice à tous les hommes ; Que doit-il à son pays ? Le dévouement ; Que doit-il à Dieu ? Guerre à Dieu. »[47],[48] Il ne pénètre à nouveau dans une loge maçonnique que quatorze ans plus tard, en 1861, quatre ans avant sa mort, à Namur en Belgique. Il avoue n'être resté qu'au grade d'apprenti[49].

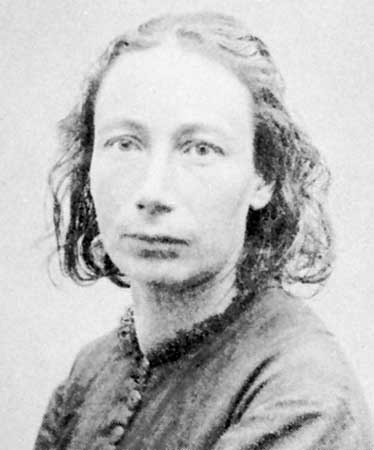
Louise Michel en 1871.

- Louise Michel : institutrice aux idées féministes et figure majeure de la Commune de Paris, elle est invitée quelques mois avant sa mort, le 20 juillet 1904, à la loge Fraternité Universelle de la Grande Loge symbolique écossaise, pour y prononcer une conférence de réception. Lors de cette réunion, elle est cooptée, les membres de la loge s’estimant honorés par son acquiescement à leur offre d'adhésion[50]. Elle est initiée le 13 septembre 1904[51] à la loge no 3 « La Philosophie sociale » de la même obédience[52], une loge qui admettait les femmes[53]. Le lendemain, elle tient une conférence devant la loge Diderot de la même obédience, La femme et la franc-maçonnerie, qui commence par ces mots : « Il y a longtemps que j'aurais été des vôtres si j'eusse connu l'existence de loges mixtes, mais je croyais que, pour entrer dans un milieu maçonnique, il fallait être un homme »[n 1]. Une loge de la Grande Loge féminine de France porte son nom[54].
- Sébastien Faure : le pacifiste déçu. Propagandiste de renommée internationale, pédagogue fondateur de La Ruche et coordinateur de l'Encyclopédie anarchiste en 1925[55], il est initié le 28 juin 1884 à la loge Vérité du Grand Orient de France, à Bordeaux. Il passe compagnon et maître le même jour, le 31 octobre 1884. Le 3 novembre 1905, il s'affilie à la loge Le Progrès à Paris. Il démissionne de la franc-maçonnerie le 20 décembre 1917, déçu par son nationalisme face à la Première Guerre mondiale[38].

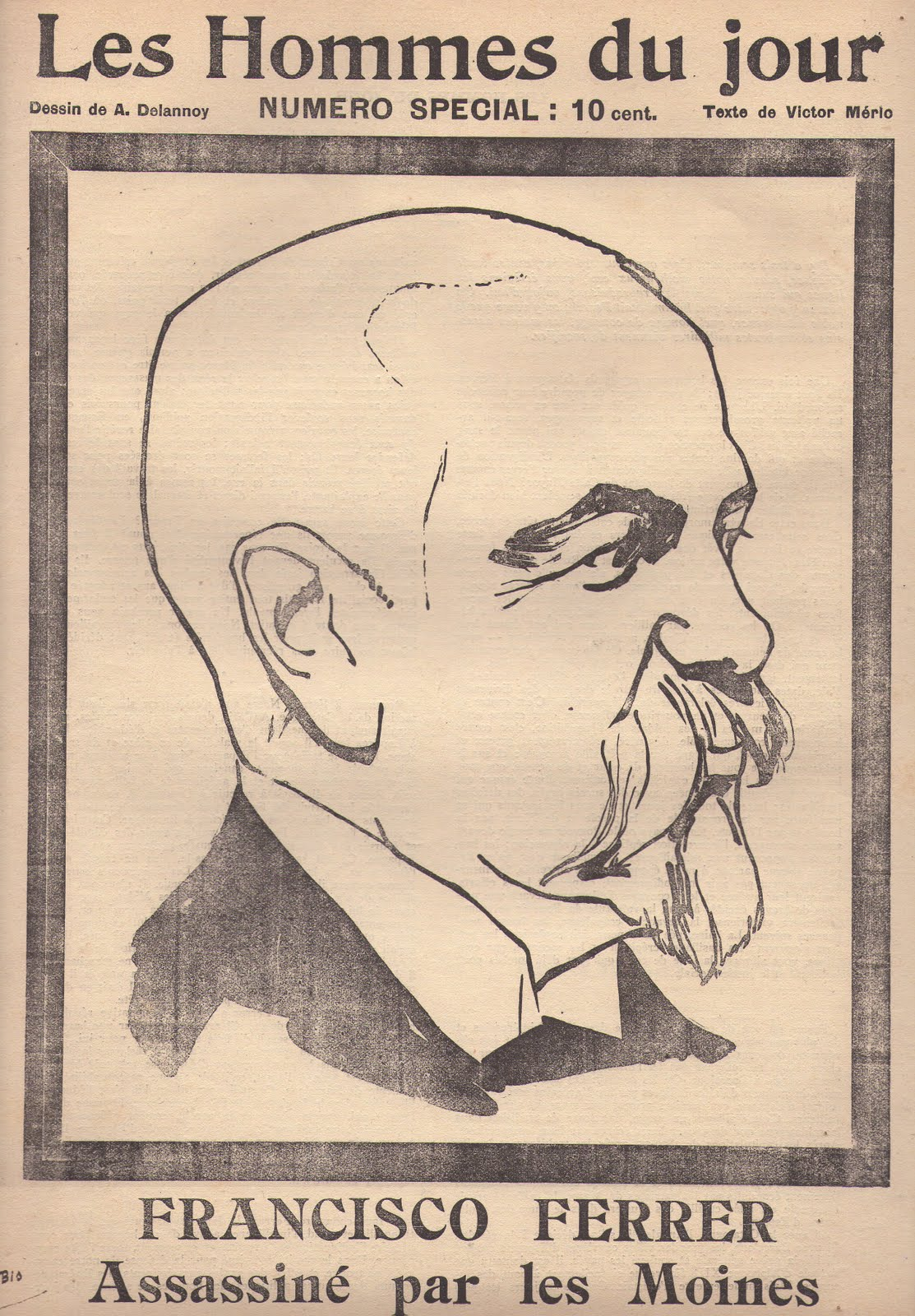
Francisco Ferrer par Aristide Delannoy, en 1909, pour Les Hommes du jour.

- Francisco Ferrer : le martyr de la laïcité. Pédagogue libertaire espagnol, il fonde en 1901 l'École moderne, un projet éducatif rationaliste qui promeut la mixité, l’égalité sociale, la transmission d’un enseignement rationnel, l’autonomie et l'entraide. En 1884, il est initié en Espagne à la loge Verdad (Vérité) de Barcelone. Le 26 mars 1890, il s'affilie à la loge Les Vrais Experts du Grand Orient de France. En 1909, à la suite des événements de la semaine tragique à Barcelone, il est accusé, notamment par le clergé catholique, d'en être l'un des instigateurs. Condamné à mort par un tribunal militaire à l'issue d'une parodie de procès, il est fusillé le 13 octobre[38],[56]. Notons qu'il ne sera pas soutenu par le Grand Orient Espagnol, lequel publie peu après un communiqué par lequel il condamne toute forme de violence et déclare respecter les institutions existantes[6], alors qu'à Bruxelles, une statue est érigée en son hommage à l'Université libre de Bruxelles[57].

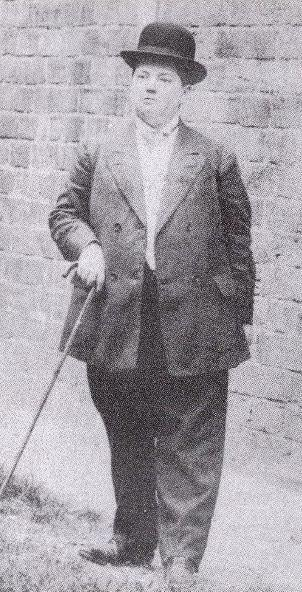
Madeleine Pelletier. « Un chapeau melon, un costume d'homme et une canne, qui lui donnent un faux air d'Oliver Hardy. » (Hélène Soumet).

- Madeleine Pelletier : sur tous les fronts. Elle est en 1906 la première femme médecin diplômée en psychiatrie en France. Après avoir fréquenté des groupes anarchistes dans sa jeunesse, elle devient communiste, puis déçue, retrouve les milieux libertaires et participe, notamment, à l'Encyclopédie anarchiste. Féministe radicale[59], elle est initiée en 1904 à la loge no 3 Philosophie sociale de la Grande Loge symbolique écossaise (GLSE)[60] ouverte aux femmes[61],[62]. La même année en septembre, elle convainc Louise Michel d'adhérer à sa loge maçonnique[63]. Son activisme en faveur de la liberté des femmes en matière d'avortement et de contraception suscite bien des désaccords en loge[64].
- Élisée Reclus : le savant éclairé. Géographe, communard, militant et théoricien, pédagogue, membre de la Première Internationale et de la Fédération jurassienne, il est initié en 1858 (ou 1861) dans la loge Les Émules d’Hiram du Grand Orient de France. Il n’y est jamais actif et au bout d’un an il s'éloigne de la franc-maçonnerie. Il donne cependant dans les loges, en Belgique et en Angleterre, de nombreuses conférences sur l'anarchie[38],[n 2],[65].
- Jean Bossu, journaliste libertaire et historien, connu pour avoir créé le principal fichier des francs-maçons français appelé couramment « fichier Bossu »[66].

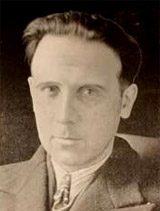
Gaston Leval.

- Gaston Leval : syndicaliste et humaniste libertaire. Théoricien socialiste libertaire et militant anarcho-syndicaliste, il est initié à la loge La Chaîne d'Union du Grand Orient de France et publie pendant une vingtaine d'années, Les Cahiers de l'humanisme Libertaire[38].
- Cette double appartenance n'est pas réservée à des personnalités notables, des « militants de base » anonymes s'y sont retrouvés. Ainsi, aux États-Unis, Étienne Barthelot est ouvrier mineur et membre de la loge 301 du Droit humain de Charleroi en Pennsylvanie[67] ; en France, Louis Lumet (1870-1923) est maçon et écrivain, collaborateur de la presse anarchiste[68] ou, en Belgique, Jean Cordier (1919-1999) est maçon et médecin, pacifiste, anarchiste individualiste[69].

### Sources et bibliographie

#### Ouvrages
- Léo Campion, Sade franc-maçon, préf. Daniel Béresniak, Cercle des amis de la Bibliothèque Initiatique, 1972, (OCLC 422148712), extraits en ligne.
- Léo Campion, Le Drapeau noir, l'Équerre et le Compas, Bruxelles, Maison de la Solidarité et de la Fraternité d'Évry, Éditions Alternative libertaire, 1996, 2002, 2004, 2006 (ISBN 978-2-9510200-0-9, présentation en ligne, =http://libertaire.pagesperso-orange.fr/drapeau_noir_equerre_compas.pdf), (OCLC 467933422).
- Édouard Boeglin, Anarchistes, Francs-maçons et Autres Combattants de la liberté, Éditions Graffic - Bruno Leprince, 1998, 286 p. (ISBN 978-2-909634-24-1, présentation en ligne, lire en ligne).
- Christophe Bitaud, L'unique et l'Initié : Franc-Maçonnerie et Anarchie, Saint-Martin-de-Bonfossé, Theolib, 2014, 148 p. (ISBN 978-2-36500-075-8, présentation en ligne).
- Michel Noirret, Le Cœur de maçon : Libertaire et franc-maçon, Editéditions, 2008, 136 p. (présentation en ligne).
- Guy Vinatrel (1915-1979), Communisme et franc-maçonnerie, Presses continentales, 1961 (lire en ligne).
- Christian Eyschen, Michel Godicheau, Dominique Goussot, Pierre-Yves Ruff, Jean-Marc Schiappa, Petite histoire de la première internationale (AIT) : à la rencontre de Karl Marx et de Michel Bakounine, Théolib, 2019. 122 pages (l'ouvrage collectif présente divers participants de l’AIT : les francs-maçons, les libres penseurs et les protestants libéraux).

#### Revues
- Michel Chomarat, Anarchisme et franc maçonnerie, Lyon, Documents anarchistes n°9, 1969, 27 p., notice Cira (Lausanne).
  - Michel Chomarat, « Anarchisme et franc maçonnerie (suite) », Documents anarchistes, no 10,‎ 1969, notice Cira (Lausanne).
  - Michel Chomarat, « La franc-maçonnerie et les événements de mai », Documents anarchistes, no 12,‎ 1970, notice Cira (Lausanne).
- Collectif, « Franc-maçonnerie ou anarchie ? », Noir et Rouge, Paris,‎ n°5, printemps 1957 (lire en ligne).
  - « Michel Bakounine et la franc-maçonnerie », Noir et Rouge, nos 7/8,‎ été/automne 1957, p. 122-126 (lire en ligne).
  - Théo, « La franc-maçonnerie et les anarchistes », Noir et Rouge, no 23,‎ février 1963, p. 48-74 (lire en ligne).
  - « Franc-maçonnerie et anarchisme », Noir et Rouge, no 27,‎ juin 1964, p. 87-93 (lire en ligne).

#### Articles
- Pierre d’Allergida, Anarchisme et Franc-maçonnerie en Catalogne au XIXe siècle, 150.FM, 14 janvier 2025, lire en ligne.
- Georges Bessière, « Franc-maçonnerie », Encyclopédie anarchiste,‎ 1925-1934 (lire en ligne).
- « À propos de Franc-Maçonnerie », Les Cahiers de l'Humanisme Libertaire, no 99,‎ février 1964, p. 10 (lire en ligne)[70].
- (ca) Enric Olivé Serret, « El moviment anarquista català i la francmaçoneria a l'ultim terç del segle XIX. Anselmo Lorenzo i la lògia Hijos del Trabajo », Recerques : Història, economia i cultura, no 16,‎ 1984, p. 141-156 (lire en ligne).
- Roland Bosdeveix, « Révolutionnaire… et franc-maçon ! », Itinéraire, no 7,‎ 1990 (lire en ligne).
- Frank Mintz, « La franc-maçonnerie et la CNT (1936-39)», in « La CNT après Franco 1939-1984 », Fondation Pierre Besnard, 27 avril 2006, lire en ligne..
- Emmanuel Germain, La Bande Noire : société secrète, mouvement ouvrier et anarchisme en Saône-et-Loire (1878-1887), revue électronique Dissidences, n°3, printemps 2012, texte intégral.
- René Fugler, « Populariser la philosophie », Réfractions, no 5,‎ hiver 2015, p. 92-93 (lire en ligne).

#### Mémoire
- Nicolas Inghels, Le mouvement anarchiste en Belgique francophone de 1945 à 1970, Mémoire de licence en Histoire contemporaine, sous la direction de José Gotovitch, Université libre de Bruxelles, 2002, pdf, lire en ligne.

#### Audio-visuel
- Daniel Morfouace, Claude Vaillant, « Comment être à la fois Anarchiste et Franc-maçon ? », sur France Culture, 27 mars 2001.
- André Combes, Christophe Bitaud, « Communards, anarchistes et francs-maçons », sur 2 Colonnes à la 1, RadioDTC, 10 octobre 2014.

#### Notices
- Fédération internationale des centres d'études et de documentation libertaires : franc-maçonnerie.